# Molophilus nocticolor
Molophilus nocticolor là một loài ruồi trong họ Limoniidae. Chúng phân bố ở miền Cổ bắc.